# 澤列涅 (古西亞京區)
49°18′41″N 26°6′10″E / 49.31139°N 26.10278°E
澤列涅（烏克蘭語：Зелене），是烏克蘭的村落，位於該國西部捷爾諾波爾州，由喬爾特基夫區負責管轄，分別距離帕伊夫卡0.5公里，始建於1343年，面積1.53平方公里，2001年人口478。